# Homenaje Obras / MCMXCVI
Homenaje Obras / MCMXCVI es un álbum en vivo de la banda argentina de heavy metal V8, publicado en 1996 por el sello discográfico MCA.

## Detalles
Fue grabado en el Estadio Obras Sanitarias de Buenos Aires el 13 de abril del mismo año. 
Esta suerte de reunión tuvo lugar en el marco del Metal Rock Festival, el 13 de abril de 1996, luego de las presentaciones de Rata Blanca, Horcas y Logos, grupos de los cuales eran parte los músicos involucrados. 
La legitimidad de esta reunión del grupo fue puesta en duda ya que Ricardo Iorio, fundador de V8 y principal compositor, no aceptó formar parte de la misma.
Cabe destacar que el álbum incluye una canción inédita, "A través de los tiempos".

## Canciones
1. "Deseando destruir y matar"
2. "Cautivos del sistema"
3. "Muy cansado estoy"
4. "Momento de luchar"
5. "Parcas sangrientas"
6. "Si puedes vencer al temor..."
7. "Ángeles de las tinieblas"
8. "Ideando la fuga"
9. "Brigadas metálicas"
10. "Destrucción"
11. "A través de los tiempos" (tema de estudio)

## Créditos
- Entre paréntesis época en la que formaron parte de V8.

- Osvaldo Civile - guitarra (1982 - 1985)
- Alberto Zamarbide - voz (1982 - 1987)
- Gustavo Rowek - batería (1982 - 1985)
- Miguel Roldán - bajo (1985 - 1987, como guitarrista)

Otros
- Osvaldo González - arte de tapa
- Eduardo de la Puente, Resakka - fotografía
- Pichón Dal Pont - ingeniero